# Путч Леонардопулоса — Гаргалидиса
Путч Леонардопулоса — Гаргалидиса (греч. Κίνημα Λεοναρδόπουλου-Γαργαλίδη) — неудавшийся военный переворот, начавшийся в ночь с 21 на 22 октября 1923 года в Греции под руководством пророялистски настроенных генерал-майоров Георгиоса Леонардопулоса, Панайотиса Гаргалидиса и полковника Георгиоса Цираса. Путч потерпел поражение 27 октября, и его провал дискредитировал монархию и внес решающий вклад в создание Второй Греческой Республики в марте 1924 года.

## Причины
После поражения Греции в малоазиатской кампании против Турции греческая армия во главе с полковниками-венизелистами Николаосом Пластирасом и Стилианосом Гонатасом свергла роялистское правительство в сентябре 1922 года и вынудила короля Константина I вновь отправиться в изгнание. Ему наследовал его старший сын Георг II, но положение монархии оставалось шатким. 18 октября 1923 года революционное правительство объявило о проведении 16 декабря выборов в Национальное собрание, которое примет решение о будущей форме правления страны. Перспектива выборов и почти неизбежная смена режима привели к созданию разнородной коалиции в рядах армии, целью которой было свержение правительства.
В создаваемой разношёрстной коалиции недовольных Революционным комитетом, монархисты, т. н. «Группа майоров», оставили лидерство генерал-майорам Гаргалидису и Леонардопулосу, как в силу их авторитета в армии так и силу того что они были венизелистами.
Заговорщикам удалось привлечь на свою сторону большую часть воинских частей в северной Греции и на Пелопоннесе, но не удалось проникнуть в гарнизоны Афин, Салоник и других крупных городов, а также в подавляющее большинство венизелистского флота.

## Ход путча

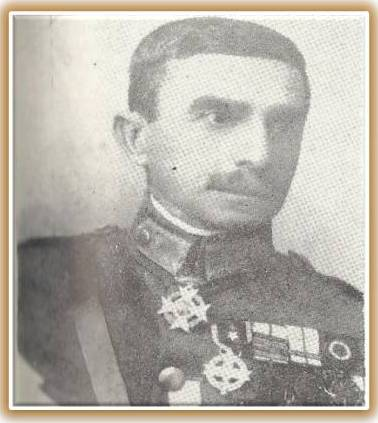
Георгиос Леонардопулос

Путч Гаргалидиса — Леонардопулоса состоялся в ночь с 21 на 22 октября. Намерением путчистов было вынудить правительство к отставке без вооружённого насилия, создание временного правительства которое проведёт «честные выборы».
О своих намерениях путчисты объявили в 3 газетах: «Армия подтверждает что не будет вмешиваться ни в политическую жизнь, ни в формирование нового правительства ни в деятельность этого правительства. Она ограничиться соблюдением порядка и своими военными обязанностями».
Путчисты выступили в провинции, оставив правительству столицу, Фессалоники и несколько других провинциальных центров. Реакция Революционного комитета была молниеносной. Одновременно путч был встречен враждебно местными властями, церковью и политическими партиями.
Иоаннис Калогерас мобилизовал добровольцев на островах и создал в Афинах отряд в 3000 человек, принявший участие в столкновениях в Македонии и Эпире.
Несмотря на своё численное превосходство, путчисты не проявляли инициативу. К 25 октября Революционный комитет вернул под свой контроль всю Северную Грецию. Силы Гаргалидиса — Леонардопулоса на Пелопоннесе, насчитывавшие 4500 человек, собрались в городе Коринф, планируя идти на Афины. Корабли ВМФ, остававшегося верным Революции, угрожали Коринфу обстрелом, что вынудило коменданта сдать город без сопротивления.
27 октября, после непродолжительного столкновения в районе горы Киферон, Гаргалидис принял условия сдачи предъявленные ему Пластирасом. Путч был подавлен. 1284 офицеров, участвовавших в путче или симпатизировавших путчистам были изгнаны из армии.

## Результаты
15 ноября «Полевой трибунал» в Элевсине единогласно приговорил генералов Гаргалидиса и Леонардопулоса к смертной казни и лишения офицерского звания. Понадобилось вмешательство многих правительств, включая Папы римского Пия XI, чтобы расстрелы не состоялись. Впоследствии приговорённые были амнистированы и Революционный комитет ограничился их изгнанием из армии.
Монархисты отказались принять участие в намеченных выборах. Выборы состоялись 16 декабря и стали триумфом партий близких к Венизелосу.
Путч Гаргалидиса — Леонардопулоса был охарактеризован «монархистским движением» и получил несоразмерное с целями его организаторов значение в последовавших политических событиях. Усилившиеся антимонархистские тенденции привели к провозглашению 25 марта 1924 года Второй Греческой Республики.